# سیمون دلی
سیمون دلی (انگلیسی: Simon Deli؛ زادهٔ ۲۷ اکتبر ۱۹۹۱) بازیکن فوتبال اهل ساحل عاج است.
از باشگاه‌هایی که در آن بازی کرده است می‌توان به باشگاه فوتبال اسپارتا پراگ، باشگاه فوتبال کلوب بروژ و باشگاه فوتبال اسلاویا پراگ اشاره کرد.
وی همچنین در تیم ملی فوتبال ساحل عاج بازی کرده است.